# Alyssa Wong
Alyssa Wong es una persona escritora estadounidense de ficción especulativa, cómics, poesía y juegos. Ha recibido el premio Nebula, el premio World Fantasy y el premio Locus.
Wong estudió ficción en la Universidad Estatal de Carolina del Norte, y se graduó en 2017 con una Maestría en Bellas Artes. En julio de 2018, Blizzard Entertainment le contrató como escritore en Overwatch. Wong es le escritore de la serie de cómics Star Wars: Doctor Aphra de Marvel Comics que comenzó en 2020 y de la serie Deadpool de 2022.

## Vida personal
Wong se identifica como queer y no binarie y usa los pronombres they/them (equivalentes al pronombre «elle» en español).

## Obras

### Novelas
- La Alta República: Escape de Valo (2024)[10]

### Libros de capítulos
- A Fist of Permutations in Lightning and Wildflowers (2016)

### Ficción corta
- «The Fisher Queen» (2014)
- «Scarecrow» (2014)
- «Santos de Sampaguitas» (2014)
- «Hungry Daughters of Starving Mothers» (2015)
- «A Fist of Permutations in Lightning and Wildflowers» (2016)
- «You'll Surely Drown Here If You Stay» (2016)
- «Rabbit Heart» (2016)
- «Natural Skin» (2016)
- «The White Dragon» (2016)
- «Your Bones Will Not Be Unknown» (2016)
- «God Product» (2017)
- «A Clamor of Bones» (2017)
- «All the Time We've Left to Spend» (2018)
- «What My Mother Left Me» (2018)
- «Olivia's Table» (2018)
- «What You Left Behind» (2019)
- «Wolf Trap», From a Certain Point of View: Return of the Jedi, (Del Rey, agosto 2023)

### Poemas
- «For the Gardener's Daughter» (2015)

### Ensayos
- «Here's How It Goes» (2015)
- «Buzzword» (2016)
- «The H Word: The Darkest, Truest Mirrors» (2016)
- «They Love Me Not: How Fictional Villains Saved My Life» (2016)

### Historietas

#### DC Comics
- DC The Doomed and the Damned #1 (con Travis G. Moore, Saladin Ahmed, Marv Wolfman, John Arcudi, Kenny Porter, Amanda Deibert, Garth Ennis, Amedeo Turturro y Brandon Thomas, 2020)
- Sensational Wonder Woman #6 (2021)
- Lazarus Planet: Dark Fate #1 (con Tim Seeley, Dennis Culver y AL Kaplan, 2022)
- Spirit World # 1-6 (2023)

#### Marvel Comics
- Aero #1-12 (2019)
- Aero vol. 2: El misterio de Madame Huang (2021)
- Carnage: Black, White & Blood #3 (con Karla Pacheco y Dan Slott, 2021)
- Deadpool # 1- (2022-presente)
- Future Fight Firsts:
  - White Fox one-shot (2019)
  - Luna Snow one-shot (2019)
  - Crescent and Io one-shot (2019)
- Iron Fist # 1-5 (2022)
- The Legend Of Shang-Chi #1 (2021)
- Shang-Chi Infinity Comic (con Nathan Stockman, 2021)
- Star Wars: Doctora Aphra #1-40 (2020-2024)
- Star Wars: War of the Bounty Hunters – Boushh #1 (2021)
- Psylocke #1- (2024)

## Premios
- Premio Nebula 2014 al Mejor Cuento (finalista),[11] Premio Shirley Jackson 2014 (finalista),[12] Premio Mundial de Fantasía 2015 al Mejor Cuento (finalista),[13] por «The Fisher Queen».[14]
- Premio Nebula 2015 a la mejor historia corta (ganador),[11] Premio World Fantasy 2016 a la mejor historia corta (ganador),[15] Premio Shirley Jackson 2015 (finalista),[16] Premio Locus 2016 a la mejor historia corta (finalista),[17] Premio Bram Stoker 2015 de ficción corta,[18] por «Hijas hambrientas de madres hambrientas».[2]
- Premio John W. Campbell 2016 al mejor escritor novel (finalista)[19] (Además, un análisis de Io9 indicó que, si no fuera por la campaña de manipulación de votos de Sad Puppies, Wong también habría sido finalista para el premio de 2015).[20]
- Premio Locus 2017 a la mejor novela corta (ganador),[21] Premio Nebula 2016 a la mejor novela corta (finalista),[22][23] Premio Hugo 2017 a la mejor novela corta (finalista)[24] por «Seguramente te ahogarás aquí si Tú te quedas».[25]
- Premio Locus 2017 al Mejor Cuento (finalista),[21] Premio Nebula 2016 al Mejor Cuento (finalista),[22] Premio Hugo 2017 al Mejor Cuento (finalista)[24] por "A Fist of Permutations in Lightning and Flores silvestres".[26]